# Orchesia minuta
Orchesia minuta is een keversoort uit de familie zwamspartelkevers (Melandryidae). De wetenschappelijke naam van de soort werd in 1908 gepubliceerd door Arthur Mills Lea.